# 레드루스

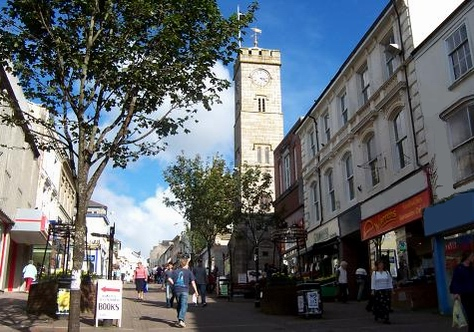
레드루스

레드루스(Redruth)은 콘월주의 도시이다. 인구는 14,018명(2011)이다.
2011년 인구 조사에서 레드루스의 인구는 14,018명이었다. 레드루스는 대략 A393 및 A3047 도로의 교차점에 있으며 구 런던에서 랜즈 엔드(Land's End) 간선 도로(현재 A30)로 가는 경로에 있으며 트루로(Truro)에서 서쪽으로 약 14km, 19km 떨어져 있다. 세인트이브스(St Ives)에서 동쪽으로, 펜잰스(Penzance)에서 북동쪽으로 29km, 팰머스(Falmouth)에서 북서쪽으로 11마일(18km) 떨어져 있다. 캠본(Camborne)과 레드루스는 함께 콘웰주에서 가장 큰 도시 지역을 형성하며 지방 정부 개편 이전에는 도시 지역이었다.